# Turków
Turków (deutsch Turkau, tschechisch Turkov) ist ein Ort in der Landgemeinde Branice im Powiat Głubczycki der Woiwodschaft Opole in Polen.

## Geographie

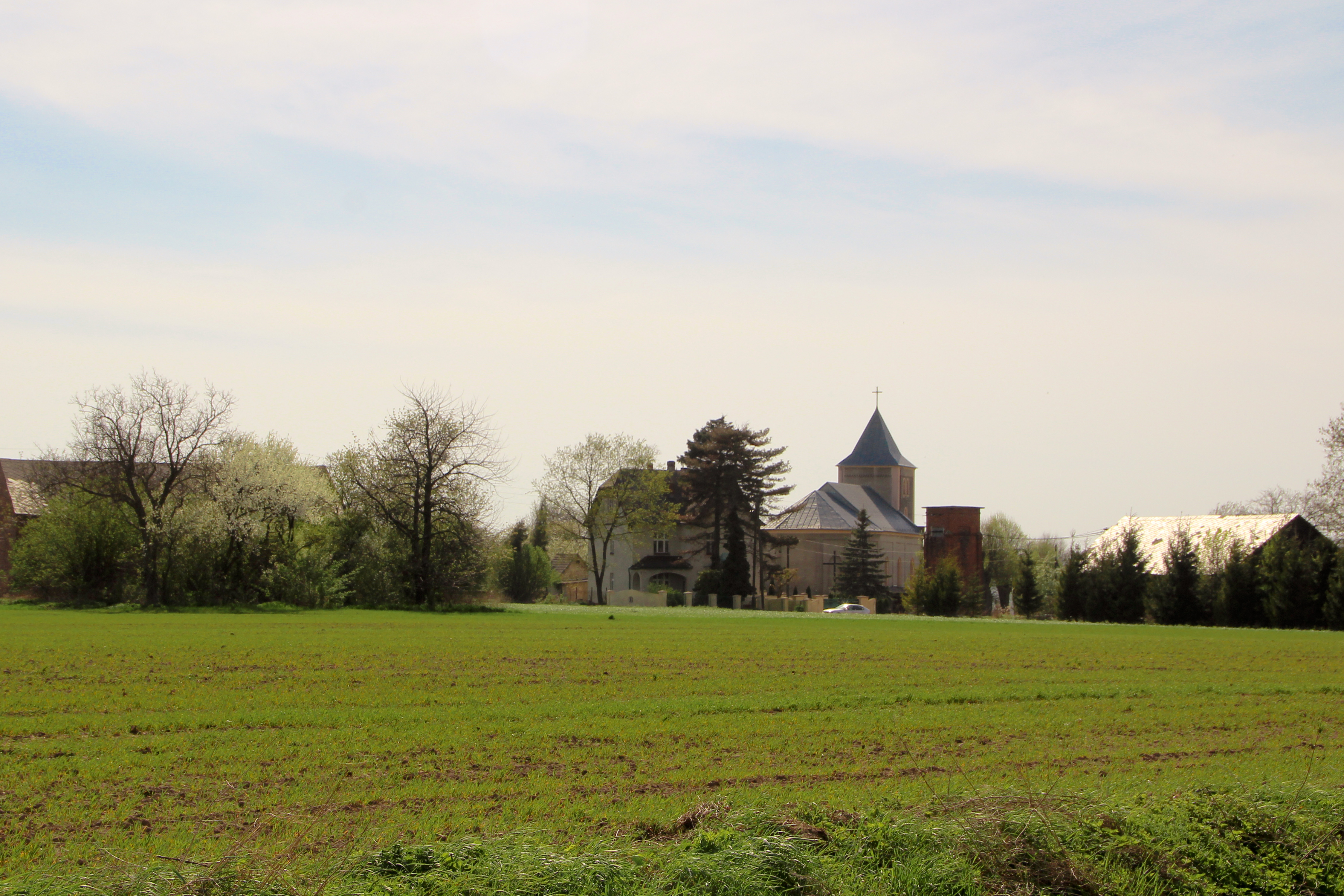
Blick auf Turków

Das Straßendorf Turków liegt zehn  Kilometer südöstlich von Branice, 24 Kilometer südlich von Głubczyce (Leobschütz) und 89 Kilometer südlich von Opole (Oppeln) in der Schlesischen Tiefebene. Ein Kilometer westlich verläuft die Landesgrenze  Tschechien.
Nachbarorte von Turków sind im Nordwesten Jakubowice (Jakubowitz), im Nordosten Jabłonka (Klemstein) und im Südosten Uciechowice (Auchwitz).

## Geschichte

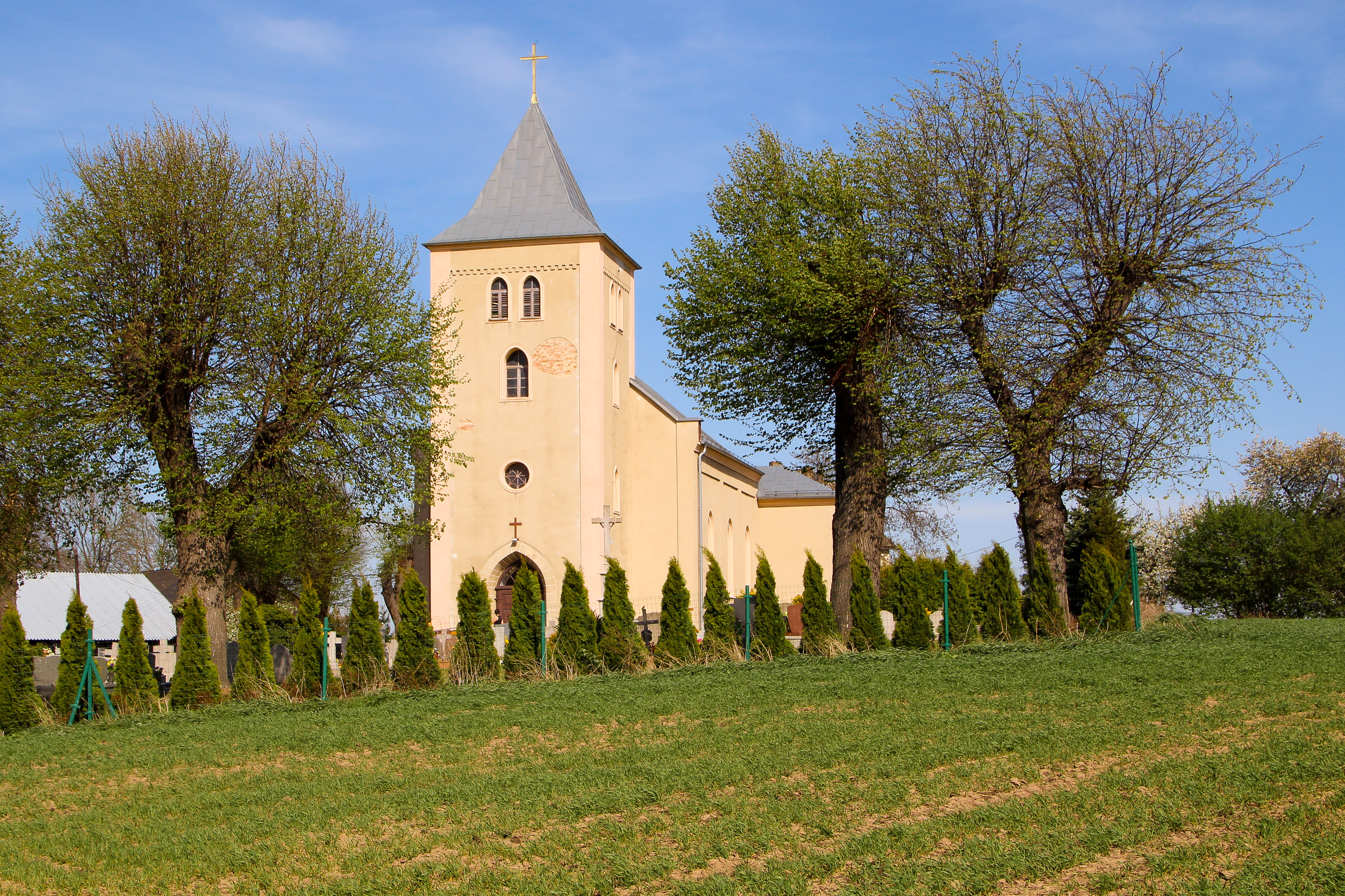
Aloysiuskirche

„Turkowe“ wurde im Jahre 1250 erstmals erwähnt. 1270 ist es in der Schreibweise belegt. 1258, 1346, 1377 und 1428 erfolgten Erwähnungen als Turkaw. Der Ortsname leitet sich vom Personennamen Turek ab, das Dorf des Turek.
Nach dem Ersten Schlesischen Krieg 1742 fiel Turkau mit dem größten Teil Schlesiens an Preußen. 1796 wurde im Ort eine katholische Schule eingerichtet.
Nach der Neugliederung der Provinz Schlesien gehörte die Landgemeinde Turkau ab 1816 zum Landkreis Leobschütz, mit dem sie bis 1945 verbunden blieb. 1845 bestanden im Dorf eine katholische Schule und 48 Häuser. Die Einwohnerzahl lag bei 325, allesamt katholisch. 1861 zählte Turkau 10 Bauern-, sieben Gärtner-, und 23 Häuslerstellen. 1874 wurde der Amtsbezirk Auchwitz gebildet, der die Landgemeinden Auchwitz, Jacubowitz, Klemstein und Turkau umfasste.
Bei der Volksabstimmung in Oberschlesien am 20. März 1921 stimmten in Turkau 225 Personen für einen Verbleib bei Deutschland und eine Person für Polen. Turkau verblieb wie der gesamte Stimmkreis Leobschütz beim Deutschen Reich. 1933 zählte der Ort 275 Einwohner, 1939 waren es 256 Einwohner.
Als Folge des Zweiter Weltkrieg|Zweiten Weltkriegs fiel Turkau 1945 an Polen. Nachfolgend wurde es in Turków umbenannt und der Woiwodschaft Schlesien angeschlossen. Im Sommer 1946 wurde die einheimische deutsche Bevölkerung weitgehend vertrieben. 1950 wurde Turków der Woiwodschaft Opole zugeteilt. Seit 1999 gehört es zum Powiat Głubczycki.

## Sehenswürdigkeiten

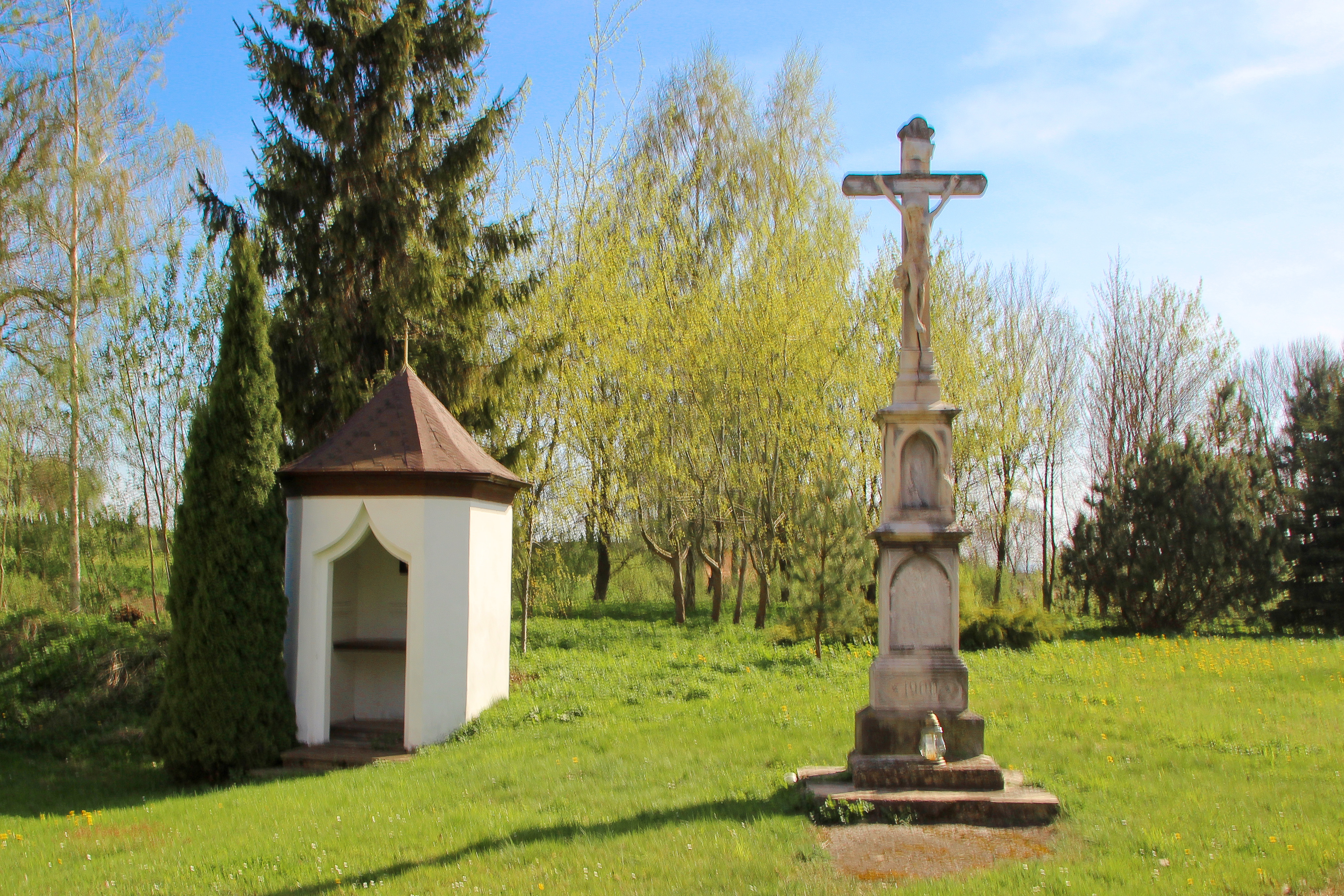
Wegekapelle mit Wegekreuz

- Die römisch-katholische Aloysiuskirche (Kościół św. Alojzego) wurde 1873–1874 errichtet. 1922 wurde sie Pfarrkirche der neugegründeten Pfarrei Turkau. 1924 erhielt das Gotteshaus drei Glocken. Zwei Glocken mussten 1943 für Kriegszwecke abgegeben werden. Vor Kriegsende 1945 wurde die Kirche teilweise zerstört. Bis 1958 erfolgte der Wiederaufbau.[8]
- Denkmal für die Gefallenen des Ersten Weltkriegs an der Kirchenwand.
- Steinerne Wegekapelle mit barocker Laterne.
- Steinerne Wegekapelle
- Steinerne Wegekreuze